# 맨션세
맨션세(mansion tax)는 고가 주택에 부과되는 연간 재산세의 일반명이지만, 용어 자체는 잘못된 명칭으로 널리 알려져 있다. 이 세금은 영국의 제안에 불과했지만 매우 논란의 여지가 있었고 광범위한 언론 보도를 받았고 끝내 진행되지 않았다.
미국의 많은 주에서는 최고 가치의 주택에 추가 요금을 부과하거나 부동산 양도세 시스템에 누진세를 부과하며, 이를 "맨션세"라고도 한다.

## 같이 보기
- 토지가치세